# 28 novembre dans les chemins de fer
28 octobre 28 décembre
Chronologies thématiques
- Croisades
- Sports
- Disney

Cette page concerne les événements qui se sont déroulés un 28 novembre dans les chemins de fer.

## Événements

### XIXesiècle
- 1875 : ouverture de la ligne d'Arles à Fontvieille.

### XXIesiècle
- 2003. France : la SNCF fête le milliardième voyageur du TGV.